# مانويلي بلازي

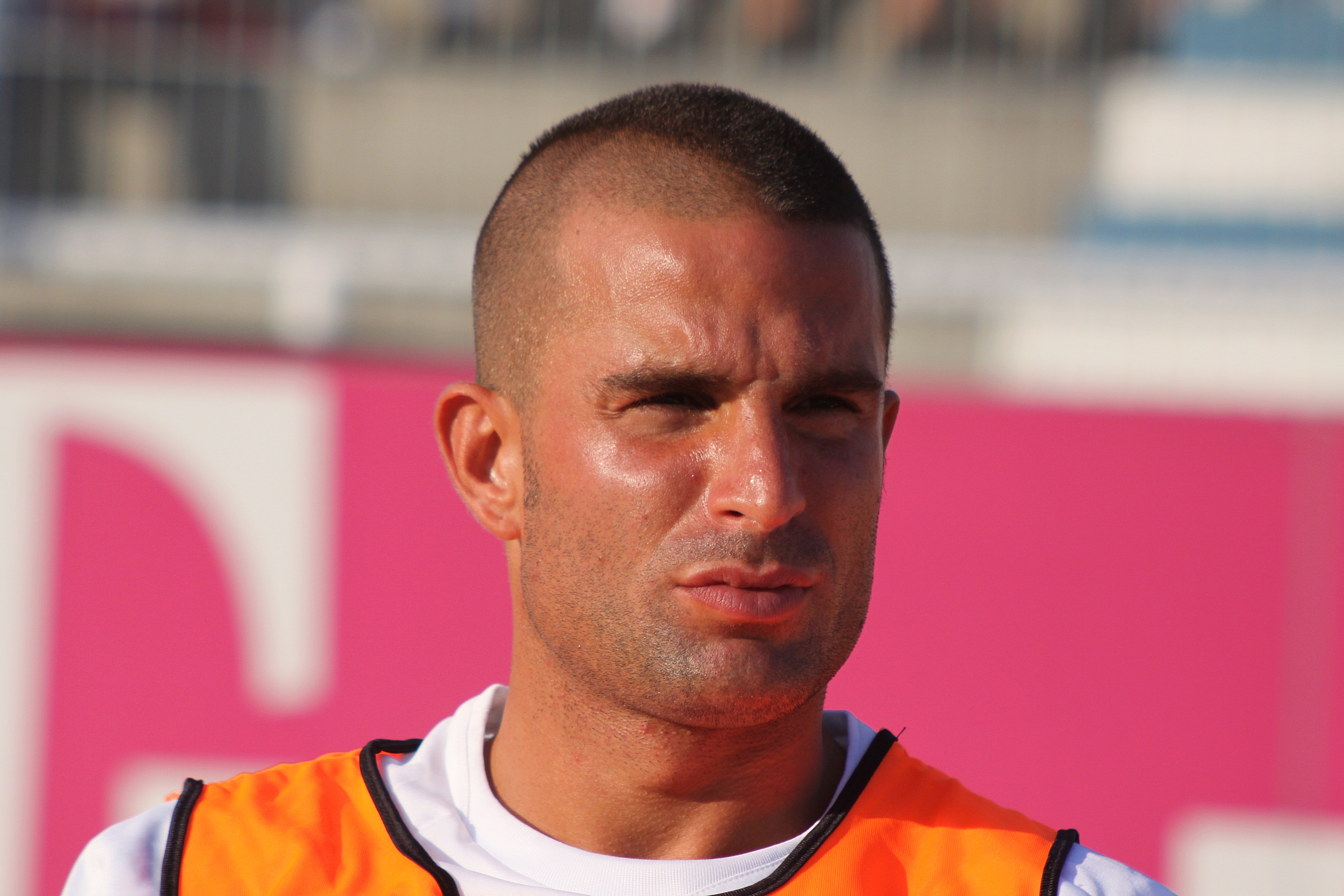
مانويلي بلازي

مانويلي بلازي (Manuele Blasi)، (تشيفيتافيكيا، 17 أغسطس 1980)، لاعب كرة قدم إيطالي.
بدأ مسيرته الكروية مع نادي روما في عام 1996، ولعب معهم حتى عام 1998، وفي موسم 1998/1999 أعير إلى نادي ليتشي، ولعب معهم 12 مباراة، وفي موسم 1999/2000 عاد إلى نادي روما، ولعب معهم 5 مباريات، وفي موسم 2000/2001 أعير إلى نادي بيروجا، ولعب معهم 46 مباراة، وفي عام 2002 انتقل إلى نادي يوفنتوس، وفي اعير في موسم 2002/2003 إلى نادي بيرودجا، ولعب معهم 30 مباراة، وفي موسم 2003/2004 أعير إلى نادي بارما، ولعب معهم 12 مباراة، وفي عام 2004 لعب مع نادي يوفنتوس، ولعب معهم حتى عام 2006، وشارك معهم في 27 مباراة، ومنذ عام 2006 وهو يلعب مع نادي فيورنتينا.
و قد بدأ باللعب مع منتخب إيطاليا لكرة القدم في عام 2004.

## روابط خارجية
- مانويلي بلازي على موقع الاتحاد الدولي (مؤرشف)  (الإنجليزية)
- مانويلي بلازي على موقع قاعدة بيانات كرة القدم.إي يو (الإنجليزية)
- مانويلي بلازي على موقع ناشيونال فوتبول تيمز (الإنجليزية)
- مانويلي بلازي على موقع Soccerway.com (الإنجليزية)
- مانويلي بلازي على موقع عالم كرة القدم.نت (الإنجليزية)
- مانويلي بلازي على موقع كووورة
- مانويلي بلازي على موقع AS.com (الإسبانية)